# Slovinská Wikipedie
Slovinská Wikipedie je jazyková verze Wikipedie v slovinštině. Slovinský projekt byl zahájen 26. února 2002, aktivní je od 8. března 2002. V lednu 2022 obsahovala přes 174 000 článků a pracovalo pro ni 24 správců. Registrováno bylo přes 206 000 uživatelů, z nichž bylo asi 450 aktivních. V počtu článků byla 53. největší Wikipedie.

## Přelomové okamžiky
- 22. srpen 2004 – začal fungovat první bot na slovinské Wikipedii
- 7. únor 2005 – 10 000 článků
- 17. prosinec 2005 – 20 000 článků
- 30. červen 2006 – 30 000 článků
- 15. únor 2007 – 40 000 článků
- 15. srpen 2010 – 100 000 článků